# Frehlinghausen
Frehlinghausen ist ein Ortsteil der Stadt Plettenberg im Märkischen Kreis.

## Geographie
Frehlinghausen liegt im mittleren Elsetal, westlich der Kernstadt Plettenberg, im Märkischen Sauerland.

## Nachbarorte
- Hüinghausen
- Bremcke

## Geschichte
Die erste Erwähnung der Bauerschaft erfolgte in einer Urkunde des Kölner Stiftes St. Andreas aus dem Jahre 1288 im Zusammenhang mit der Übertragung des Zehnten. Im 14. Jahrhundert werden zwei Höfe erwähnt. Um 1700 werden vier Höfe bewirtschaftet.